# Alejandro Chavero Muñoz
Alejandro Chavero Muñoz (15 de febrero de 1984 en Barcelona, España) es un futbolista español que juega en el Club Lleida Esportiu de la Segunda División B de España.

## Trayectoria deportiva
Alejandro Chavero Muñoz, natural de Barcelona, es un centrocampista polivalente. Puede retrasar su posición para ser organizador. 
En los inicios de su carrera vistió la elástica de conjuntos como el Catarroja o el Borriol. Equipos que han ido forjando la carrera del jugador catalán.
Debutó en Segunda División B con el Ontinyent, donde disputó 36 partidos en los que aportó 3 goles. 
En el Huracán Valencia, equipo que terminó la temporada como noveno clasificado del grupo III de Segunda División B, estuvo alternando las posiciones de pivote defensivo, con las de interior derecho y media punta, disputó 35 encuentros y anotó un gol.
En la temporada 2014/15 estuvo militando en el UCAM Murcia y fue uno de los hombres más destacados del conjunto universitario.
En junio de 2015 firma con el Real Murcia. El centrocampista llega a Nueva Condomina después de cuajar una gran temporada en el UCAM Murcia, con el que estuvo a punto de conseguir el ascenso a Segunda División. El interior diestro fue pieza fundamental en el esquema del entrenador Eloy Jiménez. De los 43 partidos que disputó con la elástica universitaria, en 42 de ellos fue de la partida, disputando todos los minutos en un total de 38 encuentros.
En las filas del Real Murcia protagonizó una gran temporada en la que aportó 11 goles a su equipo. 
En verano de 2016, Chavero se incorpora a la Ponferradina.
En verano de 2017, abandona la Ponferradina y firma por el Fútbol Club Cartagena con el que se proclamaría campeón del grupo IV de Segunda División B y se quedaría a un paso del ascenso a Segunda División tras perder el equipo blanquinegro en sendas eliminatorias de ascenso frente al Rayo Majadahonda y Extremadura. 
En agosto de 2018, el jugador es traspasado al Ibiza por la cantidad de 50.000 euros, firmando un contrato por 3 temporadas.
En marzo de 2019 vuelve al UCAM Murcia de la Segunda División B de España.
En septiembre de 2020, el mediocentro firma por el Club Lleida Esportiu de la Segunda División B de España por una temporada.

## Clubes
| Club                 | País   | Temporada |
| -------------------- | ------ | --------- |
| CD Onda              | España | 2008–2009 |
| UE Rapitenca         | España | 2009–2010 |
| CF Borriol           | España | 2010–2011 |
| Catarroja CF         | España | 2011–2012 |
| Ontinyent CF         | España | 2012–2013 |
| Huracán Valencia     | España | 2013–2014 |
| UCAM Murcia          | España | 2014–2015 |
| Real Murcia          | España | 2015–2016 |
| SD Ponferradina      | España | 2016–2017 |
| FC Cartagena         | España | 2017–2018 |
| UD Ibiza             | España | 2018–2019 |
| UCAM Murcia          | España | 2019-2020 |
| Club Lleida Esportiu | España | 2020-Act. |